# Ames Research Center
Koordinaten: 37° 24′ 54″ N, 122° 3′ 45″ W

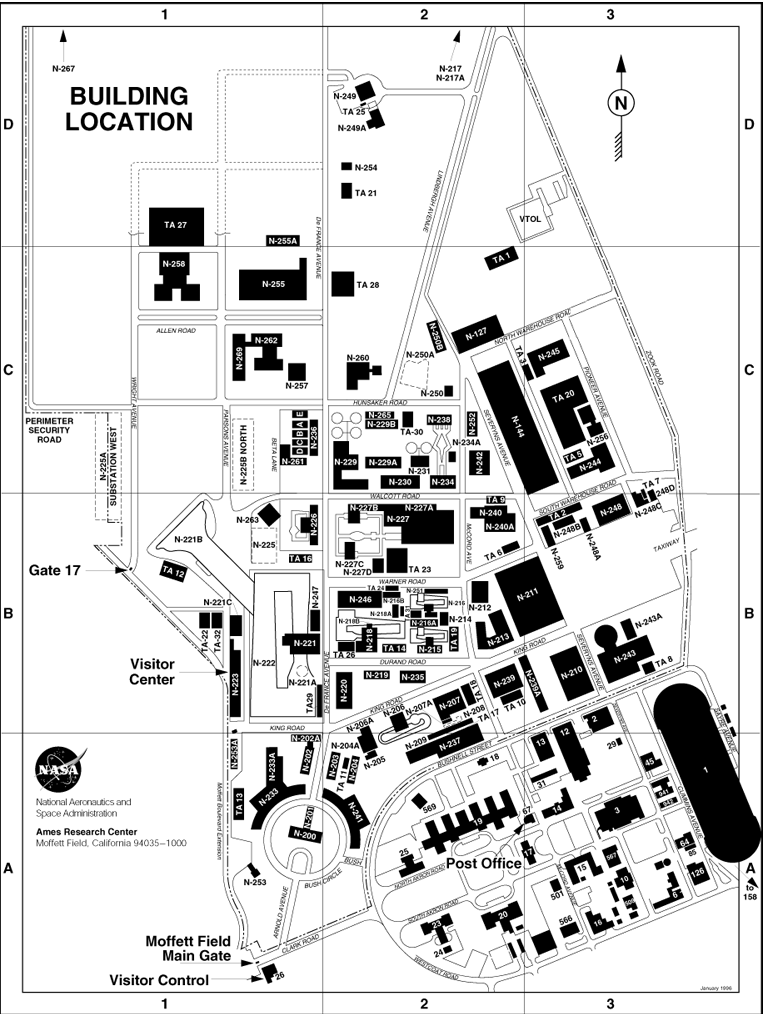
Karte des Forschungszentrums

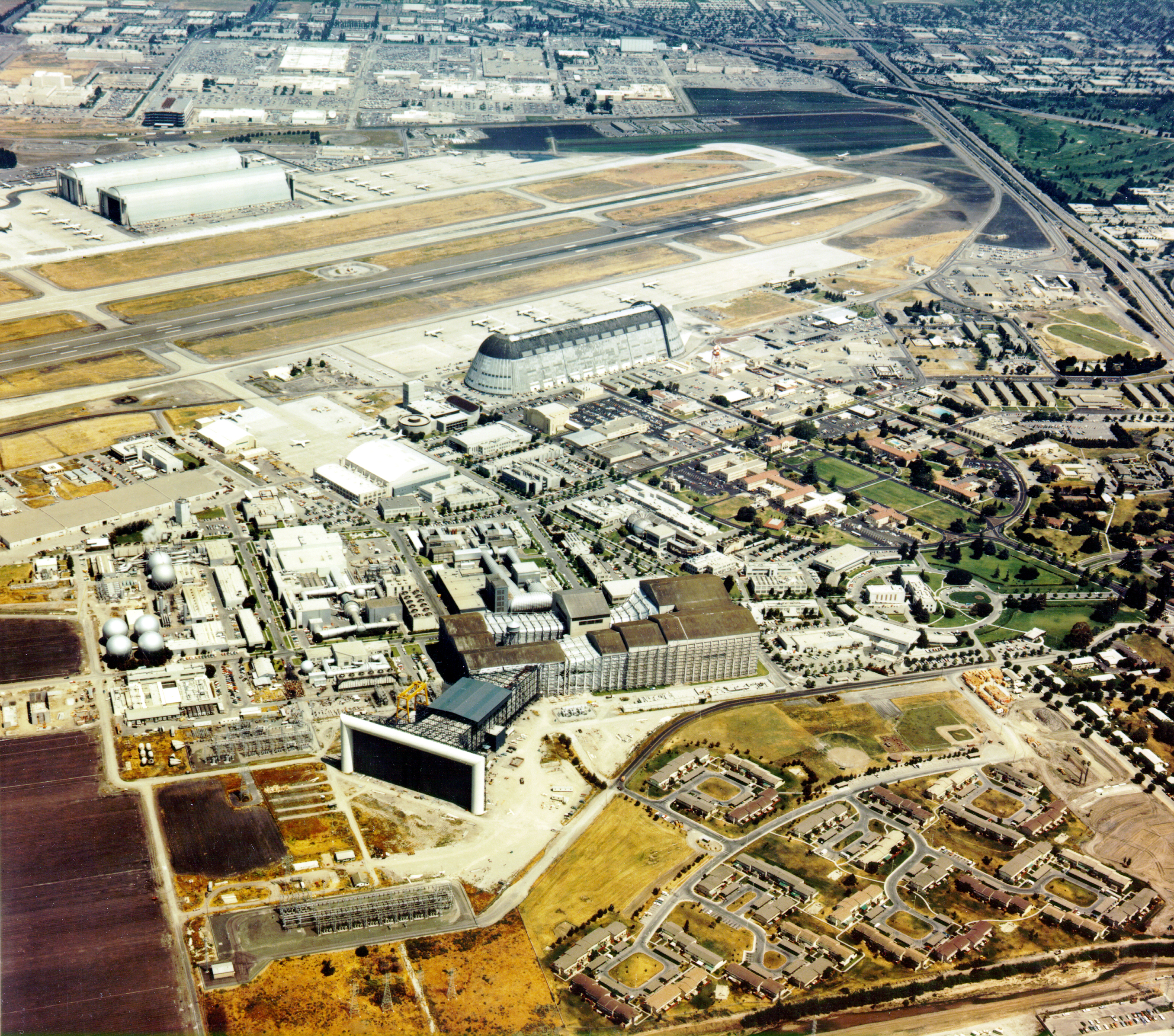
Luftbild

Das Ames Research Center (ARC) ist ein Forschungszentrum der NASA mit ca. 3000 Beschäftigten, davon zur Hälfte NASA-Angehörige. Es befindet sich in Moffett Field (Kalifornien) an den Grenzen der Städte Mountain View und Sunnyvale.

## Geschichte
Die Forschungseinrichtung wurde am 20. Dezember 1939 als zweites Labor des National Advisory Committee for Aeronautics (NACA) gegründet. Gründungsmitglied des Vorgängers der NASA war der amerikanische Physiker und spätere Präsident der Johns Hopkins University, Joseph Sweetman Ames. Ihm zu Ehren erhielt die Forschungsstätte zunächst die Bezeichnung Ames Aeronautical Laboratory. Mit Gründung der US-Raumfahrtbehörde im Jahre 1958 wurde Ames in die NASA integriert und ist heute eines der Außenzentren (Field Center).

## Aufgaben
Zu den Hauptaufgaben des ARC zählt die Grundlagenforschung im Bereich Luftfahrttechnik. Ames betrieb den größten Windkanal der Welt, bis er 2003 außer Dienst gestellt wurde. Im Bereich der Supercomputer stachen Columbia und Pleiades hervor, die bei ihrer Inbetriebnahme 2004 bzw. 2011 Rang 2 bzw. 7 der leistungsstärksten Computer in der Liste TOP500 belegten.
Außerdem war das Ames Research Center für die Pioneer-Raumsonden der NASA zuständig.
Das Ames Research Center betreibt mit dem AILS auch ein Bildarchiv, das Gemälde, Grafiken und Fotos enthält.

## Leiter
Die bisherigen Leiter waren:
- Smith J. DeFrance: Leitender Ingenieur des NACA Ames Aeronautical Laboratory 25. Juli 1940 – 24. Juni 1947, Direktor des NACA Ames Aeronautical Laboratory 24. Juni 1947 – 1. Oktober 1958, Direktor des NASA Ames Research Center 1. Oktober 1958 – 15. Oktober 1965
- H. Julian Allen: 15. Oktober 1965 – 15. November 1968, kommissarisch 15. November 1968 – 20. Februar 1969[4]
- Hans Mark: 20. Februar 1969 – 15. August 1977
- Clarence A. Syvertson: kommissarisch 15. August 1977 – 30. April 1978, als Direktor 30. April 1978 – 13. Januar 1984
- William F. Ballhaus: 16. Januar 1984 – 1. Februar 1988
- Dale L. Compton: kommissarisch 1. Februar 1988 – 1. Februar 1989
- William F. Ballhaus: 1. Februar 1989 – 15. Juli 1989
- Dale L. Compton: kommissarisch 15. Juli 1989 – 20. Dezember 1989, als Direktor 20. Dezember 1989 – 28. Januar 1994
- Ken Munechika: 28. Januar 1994 – 4. März 1996
- Henry McDonald: 4. März 1996 – 19. September 2002
- Scott Hubbard: 19. September 2002 – 15. Februar 2005
- Marvin Christensen: kommissarisch 15. Februar 2005 – 4. Mai 2006
- Simon P. Worden: 4. Mai 2006 – 31. März 2015
- Eugene Tu: seit 4. Mai 2015